# 052B형 구축함
052B형 구축함은 중국 해군의 배수량 6천톤급 다목적 미사일 구축함이다. 광저우급 구축함, 나토에서는 뤼양 I 급 구축함이라고 부른다.

## 역사
광저우함과 우한함 2척이 건조되었다. 2002년 2척을 진수하여 2004년 취역했다. 남중국해를 방어한다.

## 뤼양급
- 052B형 구축함, 뤼양1급, 광저우급, 만재배수량 6200톤, 2척
- 052C형 구축함, 뤼양2급, 란저우급, 만재배수량 6300톤, 6척, 중국판 최초의 이지스함
- 052D형 구축함, 뤼양3급, 쿤밍급, 만재배수량 7500톤, 12적, 중국판 이지스함

나토에서는 모두 합쳐서 뤼양급이라고 부른다. 뤼양1 2척과 뤼양2 2척이 남중국해, 뤼양2 4척이 동중국해에 배치되어 있다. 뤼양3는 많이 건조되어서 여러 수역을 방어한다.
뤼양1은 중거리 함대공 미사일 48발을 장착해, 한국 해군의 시스패로 미사일 구축함인 3천톤급 광개토대왕급 구축함과 비슷하다. 반면에 뤼양2는 장거리 함대공 미사일 48발을 탑재하고, 미국 이지스함처럼 전후좌우로 거대한 위상배열 레이다를 장착했다. 미국은 뤼양2를 중국 최초의 이지스함으로 평가한다. 